# Mazjerd
Mazjerd (persiska: مزجرد) är en ort i Iran.   Den ligger i provinsen Khorasan, i den nordöstra delen av landet, 700 km öster om huvudstaden Teheran. Mazjerd ligger 1 301 meter över havet och antalet invånare är 147.
Terrängen runt Mazjerd är kuperad söderut, men norrut är den platt.Runt Mazjerd är det ganska glesbefolkat, med 25 invånare per kvadratkilometer. Närmaste större samhälle är Torbat-e Ḩeydarīyeh, 4,3 km norr om Mazjerd. Omgivningarna runt Mazjerd är i huvudsak ett öppet busklandskap.